# 제프 필립스
제프 필립스(Jeff Phillips, 1968년 7월 3일 ~ )는 미국의 배우, 연극 배우, 텔레비전 배우이다.

## 영화
- 인디펜던스 데이 (1996년)
- ER (1994년)
- 애즈 더 월드 턴즈 (1956년)